# Infanterie-Regiment „Kronprinz“ (5. Königlich Sächsisches) Nr. 104
Das Infanterie-Regiment „Kronprinz“ (5. Königlich Sächsisches) Nr. 104 war ein Infanterieverband der kurfürstlichen, später Königlich Sächsischen Armee. Es wurde am 7. Dezember 1701 als „Infanterie-Regiment Graf Beichlingen“ während der Regierungszeit von Kurfürst August dem Starken gegründet und wurde nach dem Verlust der sächsischen Militärautonomie am 31. März 1919 aufgelöst. Zur Systematik wurden nachträglich folgende Nummerierungen eingeführt: 1701/5 (nach Tessin), Infanterieregiment No. 4 und Altpreußisches Infanterieregiment S 56 (nach Bleckwenn). Auf dem Städtischen Friedhof in Chemnitz wurde am 15. Juni 1930 ein Denkmal für die Gefallenen des Regiments eingeweiht.

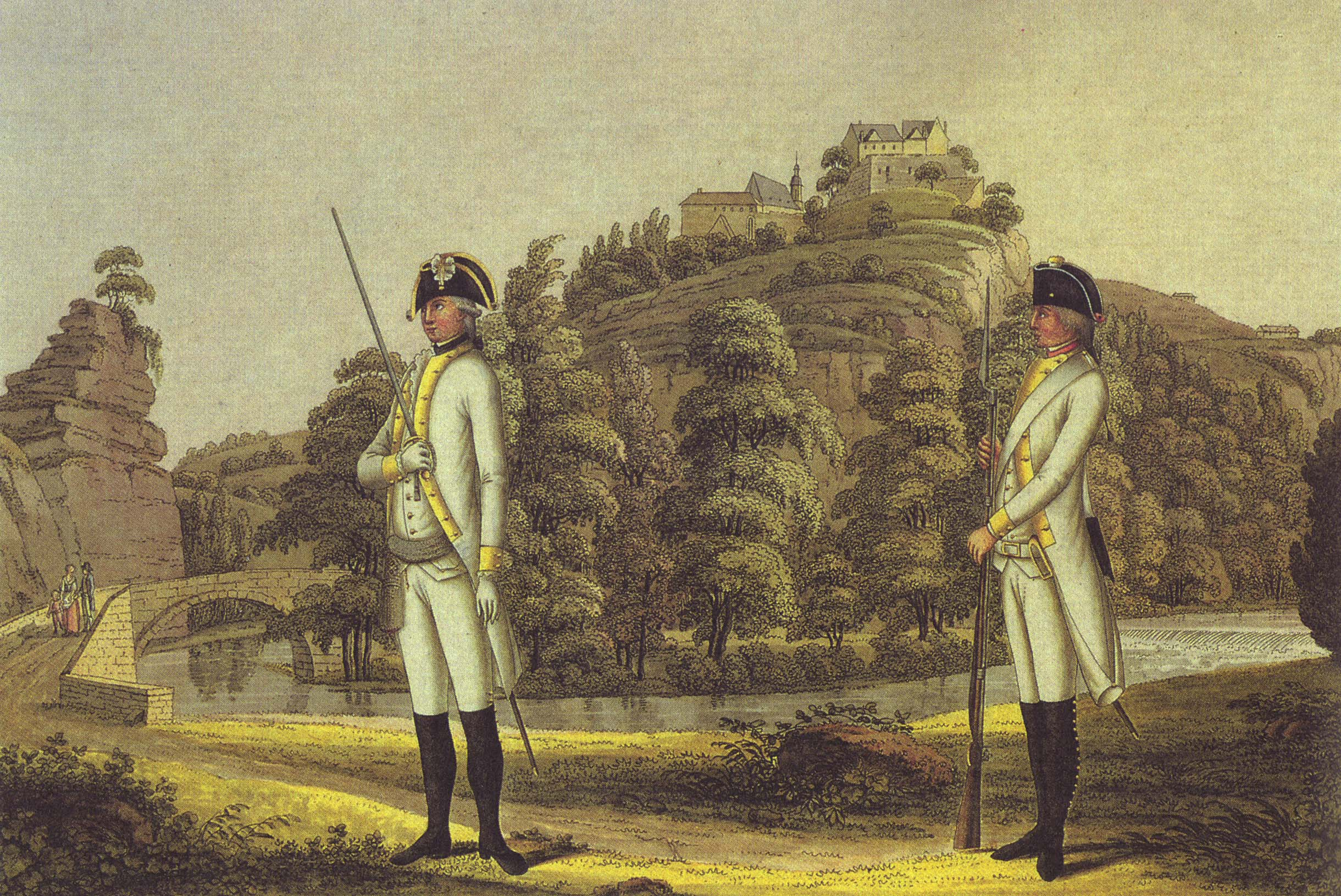
Offizier und Musketier des Regiments um 1791

## Kriegseinsätze

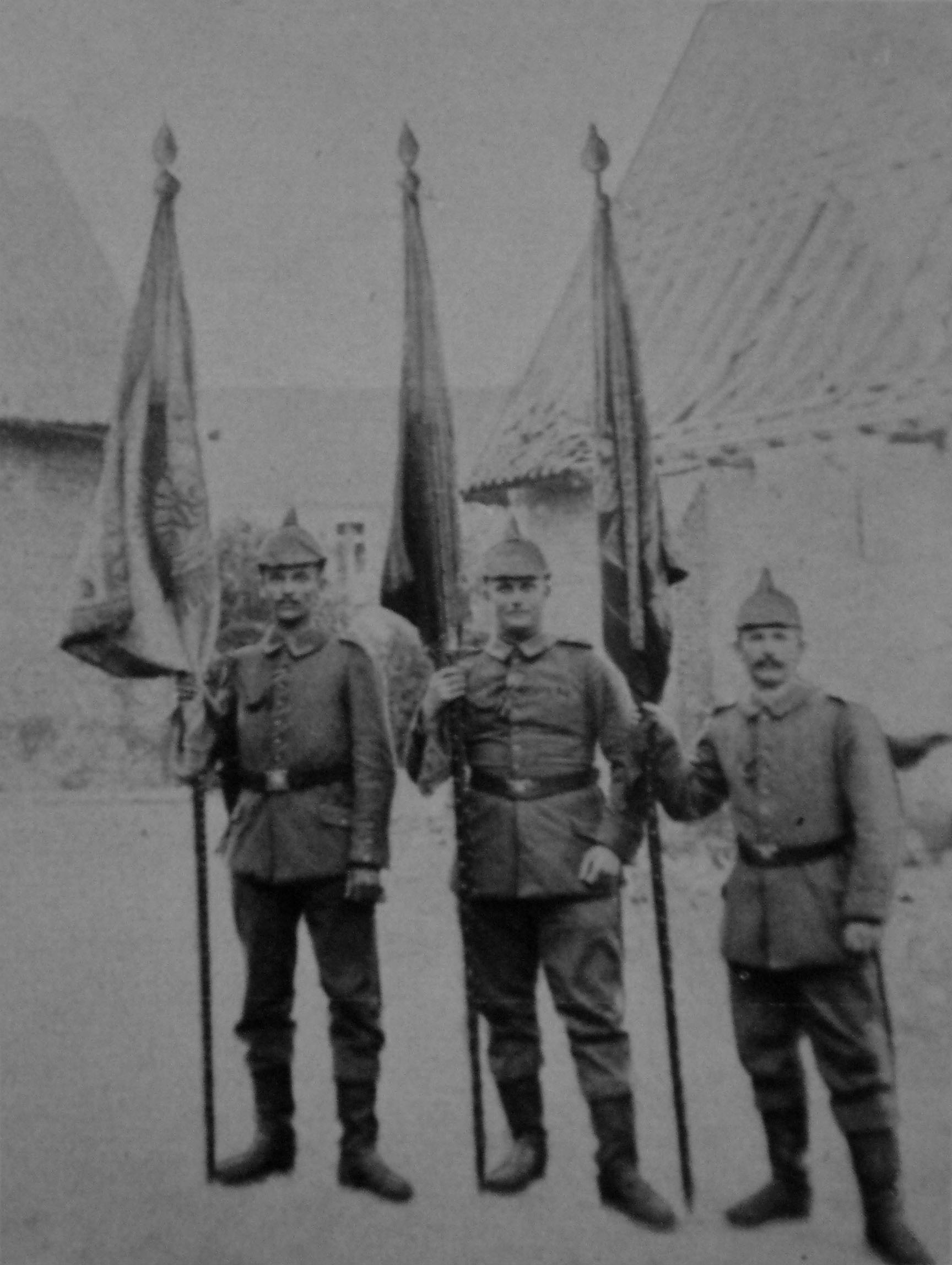
Die Truppenfahnen der drei Bataillone des Regiments zu Beginn des Ersten Weltkrieges

Das Chemnitzer Stammregiment war unter verschiedenen Bezeichnungen bis 1918 an folgenden Kriegen und Konflikten beteiligt (Auszug):

### Allgemeiner Überblick
| Zeitraum  | Krieg                            | Bemerkungen |
| --------- | -------------------------------- | --- |
| 1702      | Nordischer Krieg                 | Feuertaufe des Regiments bei Klissow |
| 1714      | Spanischer Erbfolgekrieg         | gegen die Schweden |
| 1733–1735 | Polnischer Erbfolgekrieg         | zur Wahrung des Anspruchs Sachsens auf die polnische Königskrone |
| 1741/42   | Erster Schlesischer Krieg        | an der Seite Preußens gegen Österreich; Stürmung des Prager Karlstors durch das Regiment am 25./26. November 1741 |
| 1745      | Zweiter Schlesischer Krieg       | an der Seite Österreichs gegen Preußen; das Regiment kämpft unter anderem in den Schlachten von Hohenfriedberg und Kesselsdorf |
| 1756      | Siebenjähriger Krieg             | Im Siebenjährigen Krieg kapitulierte das Regiment am Lilienstein und wurde als Infanterieregiment (S 56) in die Preußische Armee eingegliedert. Das führte zur massenhaften Desertion nach Böhmen |
| 1794      | Reichsexekution                  | Teilnahme an der Reichsexekution am Rhein gegen Frankreich mit dem Stab und dem I. Bataillon |
| 1806/1807 | Vierter Koalitionskrieg          | zunächst an der Seite Preußens gegen Frankreich (Teilnahme an der Schlacht bei Jena und Auerstedt), später an der Seite Frankreichs gegen Preußen |
| 1809      | Fünfter Koalitionskrieg          | an der Seite Frankreichs gegen Österreich (u. a. Teilnahme an der Schlacht bei Wagram) |
| 1812/13   | Russlandfeldzug Napoleons        | Abgabe der Grenadierkompanien für den Russlandfeldzug Napoleons, das Regiment bleibt als Deckungstruppe in Norddeutschland |
| 1813–1815 | Befreiungskriege                 | Das Regiment wird im Gefecht bei Lüneburg größtenteils aufgerieben. Reste des Regiments kämpfen im Rahmen des neu formierten 2. provisorischen Linieninfanterieregiments weiter an der Seite Frankreichs. Nach der Völkerschlacht bei Leipzig kämpfen die Reste des Regiments als 2. Linieninfanterieregiment gegen Frankreich. Anschließend verbleibt das Regiment bis 1816 als Besatzungstruppe in Frankreich. |
| 1849      | Schleswig-Holsteinische Erhebung | Das Regiment war im Rahmen einer Exekutionsarmee des Deutschen Bundes unter anderem beteiligt am Sturm auf die Düppeler Schanzen am 13. April 1849 |
| 1866      | Deutscher Krieg                  | gegen Preußen an der Seite Österreichs (des Deutschen Bundes); Teilnahme an der Schlacht bei Königgrätz |
| 1870/71   | Deutsch-Französischer Krieg      | Teilnahme an den Schlachten bei Gravelotte (St. Privat) und Sedan sowie der Belagerung von Paris |
| 1914–1918 | Erster Weltkrieg                 | |

### Die Verluste des Regiments im Ersten Weltkrieg
|                | Gesamt | Offiziere | Unteroffiziere und Mannschaften |
| -------------- | ------ | --------- | ------------------------------- |
| Gefallen       | 2.026  | 76        | 1.950                           |
| Vermisst       | 2.274  | 13        | 2.261                           |
| Verwundet      | 7.306  | 191       | 7.115                           |
| Gefangenschaft | 102    | 25        | 77                              |
| Gesamtverluste | 12.808 |           |                                 |

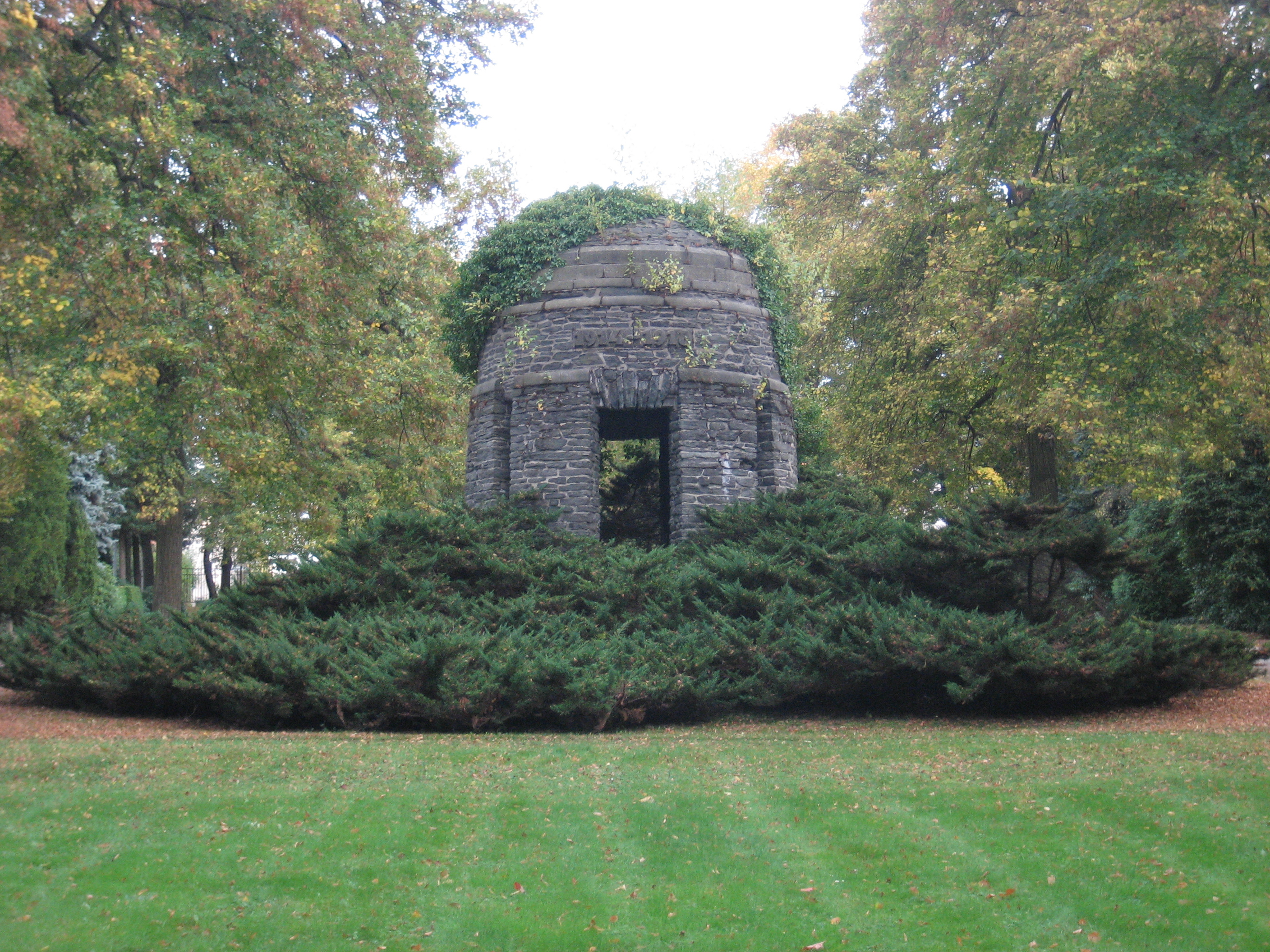
Denkmal für die im Ersten Weltkrieg Gefallenen des Regiments auf dem Städtischen Friedhof in Chemnitz

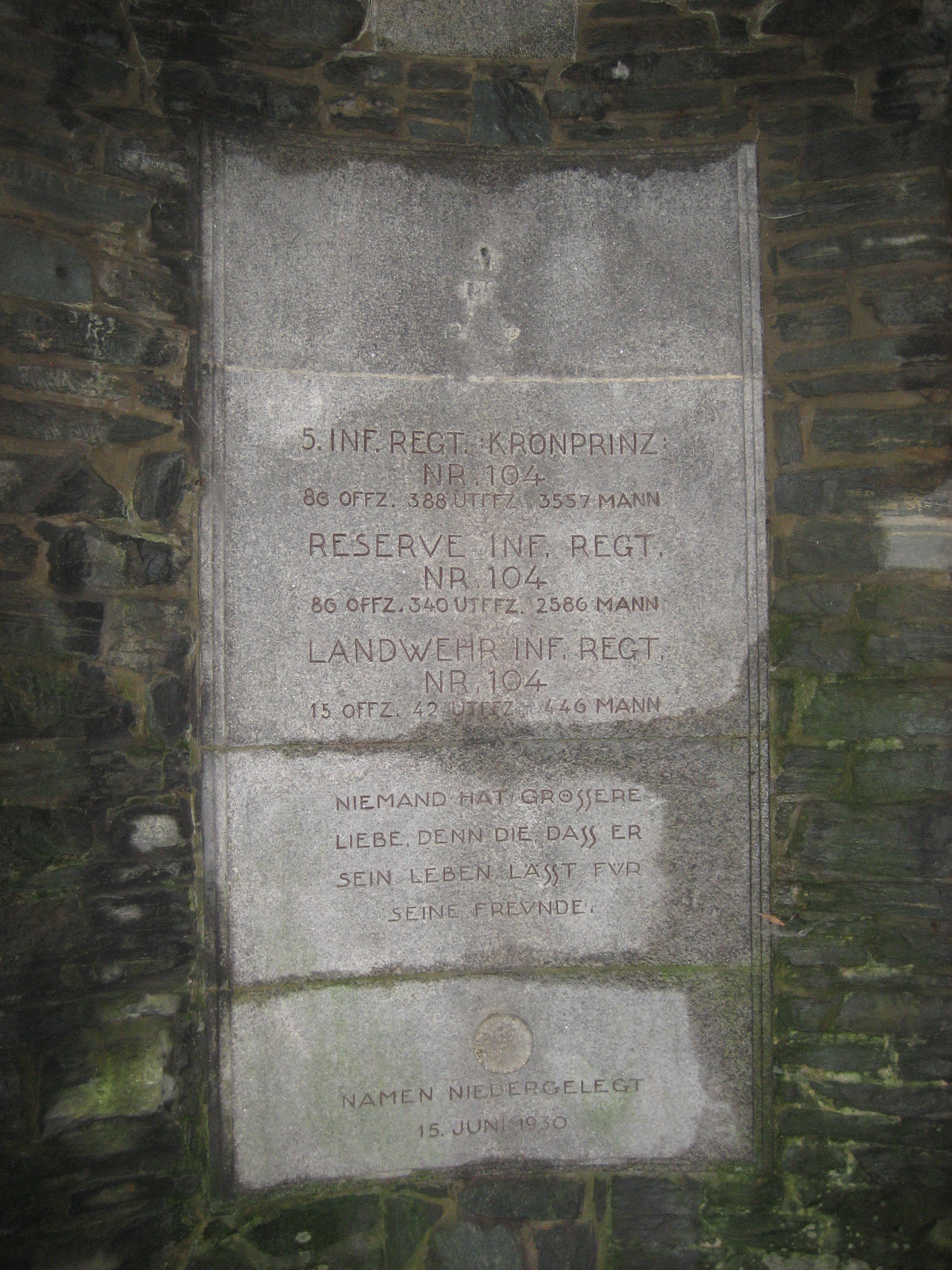
Innenraum des Denkmals

Anm.: Die Gesamtverluste liegen 1100 über der Summe der einzelnen Verluste. Dies ist darin begründet, dass für den Bereich der Unteroffiziere und Mannschaften für den zweiten Einsatz des Regiments während der Sommeschlacht (5. Oktober bis 5. November 1916) nur die Gesamtverlustzahl von 1100 bekannt ist.

## Regimentsnamen (Auszug)
| Zeitraum  | Regimentsname                                                       | Bemerkungen |
| --------- | ------------------------------------------------------------------- | --- |
| ab 1701   | Infanterie-Regiment „Graf Beichlingen“                              | |
| um 1708   | Infanterie-Regiment „Graf Wackerbarth“                              | |
| um 1735   | Infanterie-Regiment „du Caila“                                      | |
| bis 1753  | Infanterie-Regiment „von Niesemeuschel“                             | |
| 1753–1763 | Infanterie-Regiment „Prinz Friedrich August“                        | Altpreußische Regiment S 53: 1756 von Hanstein, 1757 von Minckwitz                                                                            |
| 1763–1764 | Infanterie-Regiment „Kurprinz“ dann „Kurfürst“                      | |
| 1764–1850 | Infanterie-Regiment „Prinz Maximilian“                              | auch: - Regiment Prinz Maximilian zu Fuß, - Regiment Prinz Maximilian Infanterie oder - (Zweites) Linien-Infanterie-Regiment Prinz Maximilian |
| 1850–1867 | Infanteriebrigade „Prinz Maximilian“                                | Umgliederung vom Infanterieregiment zu einer Infanteriebrigade                                                                                |
| 1867–1902 | 5. Kgl. Sächs. Infanterie-Regiment „Prinz Friedrich August“ Nr. 104 | Umgliederung der Infanteriebrigade „Prinz Maximilian“ zu den Infanterieregimentern 104 und 105                                                |
| 1903–1919 | 5. Kgl. Sächs. Infanterie-Regiment „Kronprinz“ Nr. 104              | |

## Stationierungen
Die „Maxer“, wie die Soldaten des Regiments von den Chemnitzer Bürgern genannt wurden, waren im Laufe ihres Bestehens immer wieder in Chemnitz stationiert. Bis Mitte des 19. Jahrhunderts war die Unterbringung in Kasernenbauten im heutigen Sinne jedoch nicht die Regel. Stationierung hieß daher meist Einquartierung in Bürgerhäusern. Um die damit verbundenen Lasten für die Bevölkerung zu mindern, wurden die einzelnen Bataillone der Verbände oft auf mehrere Städte verteilt. Erst im Jahre 1877 wurde das Regiment komplett nach Chemnitz verlegt. Die 1850 errichtete Kaserne befand sich vor den Toren der Stadt an der Zschopauer Straße. Das Regiment behielt diese Garnison bis zu seiner Auflösung im Jahre 1919. Die folgende Tabelle gibt einen Überblick über die Stationierungsorte in der Geschichte des Verbandes (Auszug):
| Zeitpunkt | Garnison(en) |
| --------- | --- |
| 1716–1733 | Leipzig |
| 1735–1741 | Annaberg, Wolkenstein, Zschopau |
| 1763      | Chemnitz (Stab), Annaberg, Mittweida, Oederan, Rochlitz, Zschopau |
| 1796      | Chemnitz (Stab, I. Bataillon), Annaberg (II. Bataillon), Zschopau (Grenadierkompanien) |
| 1810      | Chemnitz (Stab, I. Btl), Zwickau (II. Btl), Freiberg (Grenadiere) |
| 1819–1821 | Freiberg (Stab, I. Btl), Döbeln (II. Btl), Zwickau (III. Btl) |
| 1823–1828 | Freiberg (Stab, I. und III. Btl), Meißen (II. Btl) |
| 1832–1850 | Dresden (gesamtes Regiment) |
| 1850      | Chemnitz (drei Bataillone), Schneeberg (ein Bataillon) |
| 1860–1866 | Chemnitz (Stab, V. und VI. Btl), Marienberg (VII. Btl), Schneeberg (VIII. Btl) Anm.: Zwischen 1850 und 1866 wurden alle sächsischen Bataillone durchnummeriert. Die (Zweite) Infanteriebrigade „Prinz Maximilian“ bestand aus den Bataillonen fünf bis acht. |
| 1867–1870 | Zwickau (Stab, I. und II. Btl), Schneeberg (III. Btl) |
| 1873–1877 | Zwickau (Stab, I. Btl), Plauen (II. Btl), Schneeberg (III. Btl) |
| 1877–1919 | Chemnitz (gesamtes Regiment) |

## Regimentskommandeure (Auszug)
- Oberst du Caila (um 1735)
- Oberst von Niesemeuschel (um 1741)
- Oberst Albrecht Christian Heinrich Graf von Brühl (1777–1783)
- Oberst Johann Gottfried Pabst von Ohain (1785–1790)
- Oberst Christian Heinrich von Häusler (1791–1794)
- Oberst Hanns Carl von Brause (1795–1800)
- Oberst Johann Adolph von Oebschelwitz (1801–1804)
- Oberst (seit 1807 Generalmajor) Friedrich Wilhelm von Schönberg (1805–1809)
- Oberst Friedrich Franz von Ehrenstein (1810–1813)
- Oberst Hanns August von Seydewitz (1819–1832)
- Oberst Anton Ludwig Gustav Adolph von Zedlitz (1837–1845)
- Oberst Friedrich Leopold von Heintz (1847)
- Oberst Moritz Bernhard von Süßmilch-Hörnig (1850)
- Oberst Eduard Christoph von Reitzenstein (1854–1860)
- Oberst Herrmann von Hake (1863–1866)
- Oberst August Emil Tauscher (1867)
- Oberst Kurt Alexander von Elterlein (1870–1873)
- Oberst Kurt Haubold von Einsiedel (1874–1875)
- Oberst Theodor von Winkler (1876–1878)
- Oberst Anton von Cerrini di Monte Varchi (1880)
- Oberst Julius von Tschirschnitz (1882–1886)
- Oberst Nikolaus von Issendorff (1888–1891)
- Oberst Theodor von Malortie (1892–1894)
- Oberst Heinrich Moritz Spalteholz (1895–1898)
- Oberst Eberhard von dem Bussche-Ippenburg (1899)
- Oberst Karl von Laffert-Woldeck (1900–1903)
- Oberst August Heuser (1905)
- Oberst Karl Oeser (1906–1908)
- Oberst Georg von Gersdorff (1909–15. Dezember 1912)
- Oberst Rudolph Hammer (15. Dezember 1912–24. Dezember 1914)
- Oberst Karl von der Foehr (24. Dezember 1914–14. März 1917)
- Major Erich von Pape (15. März 1917–30. November 1917)
- Major Georg von Sachsen (30. November 1917–22. Mai 1918)
- Major Erich von Pape (22. Mai 1918–31. März 1919)

## Unterstellung
Das Regiment war 1914, zu Beginn des Ersten Weltkrieges, folgenden Großverbänden truppendienstlich unterstellt:
- XIX. (II. Königlich Sächsisches) Armee-Korps mit Generalkommando in Leipzig
  - 40. Division (4. Königlich Sächsische) mit Stab in Chemnitz
    - 88. Infanterie-Brigade (7. Königlich Sächsische) mit Stab in Chemnitz